# How Do You Sleep?
«How Do You Sleep?» (¿Cómo duermes?) es una composición musical realizada por John Lennon incluida en el álbum Imagine, de 1971. La canción hace comentarios furiosos y mordaces dirigidos hacia su amigo Paul McCartney.

## Origen del tema
Lennon compuso la canción en respuesta a lo que percibió como alusiones personales de Paul McCartney en su álbum Ram.
En especial, dentro de la letra del tema "Too Many People", de ese mismo álbum.

## Grabación
La canción incluye un solo de guitarra slide tocado por George Harrison. Además de Lennon en guitarra rítmica y vocales, la canción también incluye contribuciones de Klaus Voormann en bajo, Alan White en batería, Ted Turner en guitarra acústica, Rod Linton y Andy Davis, así como partes adicionales de piano interpretadas por Nicky Hopkins y John Tout.
Ringo Starr visitó el estudio durante la grabación de la canción y se molestó al parecer, diciendo: "Ya está bien, John".

### Personal
- John Lennon - voz, guitarra rítmica
- The Flux Fiddlers - cuerdas
- Nicky Hopkins - piano eléctrico
- George Harrison - guitarra slide
- Klaus Voormann - bajo
- Alan White - batería
- John Tout - piano
- Ted Turner - guitarra acústica
- Rod Linton - guitarra acústica
- Andy Davis - guitarra acústica

## Alusión a Paul McCartney dentro de la letra del tema
Partes importantes de la canción en las que John Lennon aludió a McCartney son: [cita requerida]
Those freaks was right when they said you was dead (aquellos locos estuvieron en lo correcto cuando dijeron que habías muerto). The one mistake you made was in your head (el error que cometiste estuvo en tu cabeza). Se cree, erróneamente, que es una referencia al mito sobre la muerte de Paul, realmente es un ataque indirecto, diciendo que "ya no es el mismo Paul".
The only thing you done was «yesterday» (lo único que hiciste fue «Yesterday»). Es una burla acerca de la canción realizada por McCartney dentro de los Beatles.
And since you're gone you're just another day (y desde que te fuiste solo eres un día más), alude al tema de McCartney «Another Day», primer sencillo en solitario lanzado por el músico.
The sound you make is muzak to my ears (el sonido que haces es muzak para mis oídos). You must've learned something in all those years (Debes haber aprendido algo en todos esos años). Alude de nuevo a la carrera de McCartney ya que para Lennon las composiciones de Paul no eran más que esa música que se usa para ambientar lugares (muzak).
En una entrevista de 1980 el entrevistador le dijo: "en “How do you sleep?” fuiste muy duro con Paul". Él respondió: "sí, estaba resentido y lo pagué con Paul. Él me había metido algunas indirectas en sus canciones. 
Pero yo no soy sutil".